# Akıncılar (Tavas)
Akıncılar ist ein Dorf im Landkreis Tavas der türkischen Provinz Denizli. Akıncılar liegt etwa 70 km südwestlich der Provinzhauptstadt Denizli und 25 km nordwestlich von Tavas. Akıncılar hatte laut der letzten Volkszählung 98 Einwohner (Stand Ende Dezember 2010).